# Horologica semipicta
Horologica semipicta is een slakkensoort uit de familie van de Cerithiopsidae. De wetenschappelijke naam van de soort is voor het eerst geldig gepubliceerd in 1861 door Gould als Cerithiopsis semipicta.